# Glochidion cupreum
Glochidion cupreum är en emblikaväxtart som beskrevs av Airy Shaw. Glochidion cupreum ingår i släktet Glochidion och familjen emblikaväxter. Inga underarter finns listade i Catalogue of Life.